# 單身
单身（英語：Single or unmarried person），是指已经到或超过国家或地区的法定结婚年龄後，未婚，或离婚、丧偶者。但更廣泛和流行的定義是未婚或未有伴侶的人，其中不論其是否已成年。有穩定戀愛關係的固定伴侶、但從未結婚的人，在法律上被認為是單身，其中主觀意願認定不想結婚的，俗稱獨身主義者或不婚族。
人口学上，某一性别、适婚年龄人口无法进入婚姻，大量单身的社会现象则被称为婚姻挤压。

## 對於單身人士的稱呼
- 獨身
- 獨女（來自日文的外來字）
- 敗犬（原字為負犬，源自酒井順子2003年出版的《敗犬的遠吠》一書，引發日本社會一番爭論）
- 老姑婆（帶貶意，指被認為嫁不出的單身女性，帶有性別歧視的意味）
- 籮底橙（帶貶意）
- 羅漢腳（台語：羅漢跤仔 / Lô-hàn-kha-á，常指沒有結婚的中年男性）
- 遊俠（孤身一人，喜歡獨自各處遊歷）
- 剩女／剩男（流行於中國大陸）
- 單身狗（流行於中國大陸，派生詞有“狗糧”、“虐狗”等，多為單身人士自嘲用）
- 單身哥（閩東語稱單身男性，音近ㄉㄢˇ 广ㄧㄣ ㄍㄜㄛ）
- 光棍（衍生出光棍節，而在廣東俗話裡面，光棍是騙子或流氓的意思）
- 卖剩蔗（粤语用法，同老姑婆）
- 摄灶罅（粤语用法，同老姑婆）
- 毒男／毒女（粤语用法，尤流行於港澳，當中「毒」與「獨」同音）
- 單身貴族：帶褒意，指沒有固定伴侶，沒有子女，又富有的人，多指上述情況的白領階層（即比較年輕且各方面條件比較優越的獨身的成年人）

## 终生保持单身人士
- 列奥纳多·达·芬奇（虽终身不婚，但可能有同性情人）[1]
- 霍布斯[2]
- 斯宾诺莎[3]
- 牛顿（有订婚，但终未结婚）[4]
- 亚当·斯密[5]
- 道尔顿[6]
- 亚历山大·洪堡
- 約翰·濟慈[7]
- 珍·奧斯丁[8]
- 赫伯特·史賓賽[9]
- 約翰尼斯·布拉姆斯（终身不娶，但曾与友人之妻相恋）[10]
- 弗里德里希·尼采[11]
- 尼古拉·特斯拉
- 馬蒂厄·克雷庫
- 彌敦
- 諾羅敦·西哈莫尼
- 吳廷琰
- 蒂姆·庫克
- 詹姆斯·布坎南（美國唯一一位終身未婚的總統）